# 나가노 후카
나가노 후카(일본어: 長野 風花, 1999년 3월 9일 ~ )는 일본의 여자 축구 선수로 현재 잉글랜드 FA 여자 슈퍼리그의 리버풀 FC 위민에서 미드필더로 활동하고 있다.

## 국가대표팀 경력
2014년과 2016년 FIFA U-17 여자 월드컵에 출전, 2014년 월드컵 우승, 2016년 월드컵 준우승. 2018년 FIFA U-20 여자 월드컵에도 출전, 우승에 기여했다.
그녀는 2018년 11월 11일 노르웨이과의 경기에서 일본 국가대표팀에 데뷔했다. 2022년 AFC 여자 아시안컵 4강, 2022년 EAFF E-1 풋볼 챔피언십 우승. 2023년 FIFA 여자 월드컵, 2024년 하계 올림픽에도 출전했다.

## 통계
| 일본 | 일본 | 일본 |
| 연도 | 출전 | 득점 |
| ---- | ---- | ---- |
| 2018 | 1    | 0    |
| 2019 | 0    | 0    |
| 2020 | 0    | 0    |
| 2021 | 2    | 0    |
| 2022 | 13   | 1    |
| 2023 | 17   | 0    |
| 2024 | 12   | 0    |
| 통산 | 45   | 1    |